# Athetis fontainei
Athetis fontainei là một loài bướm đêm trong họ Noctuidae.